# Re taumaturghi

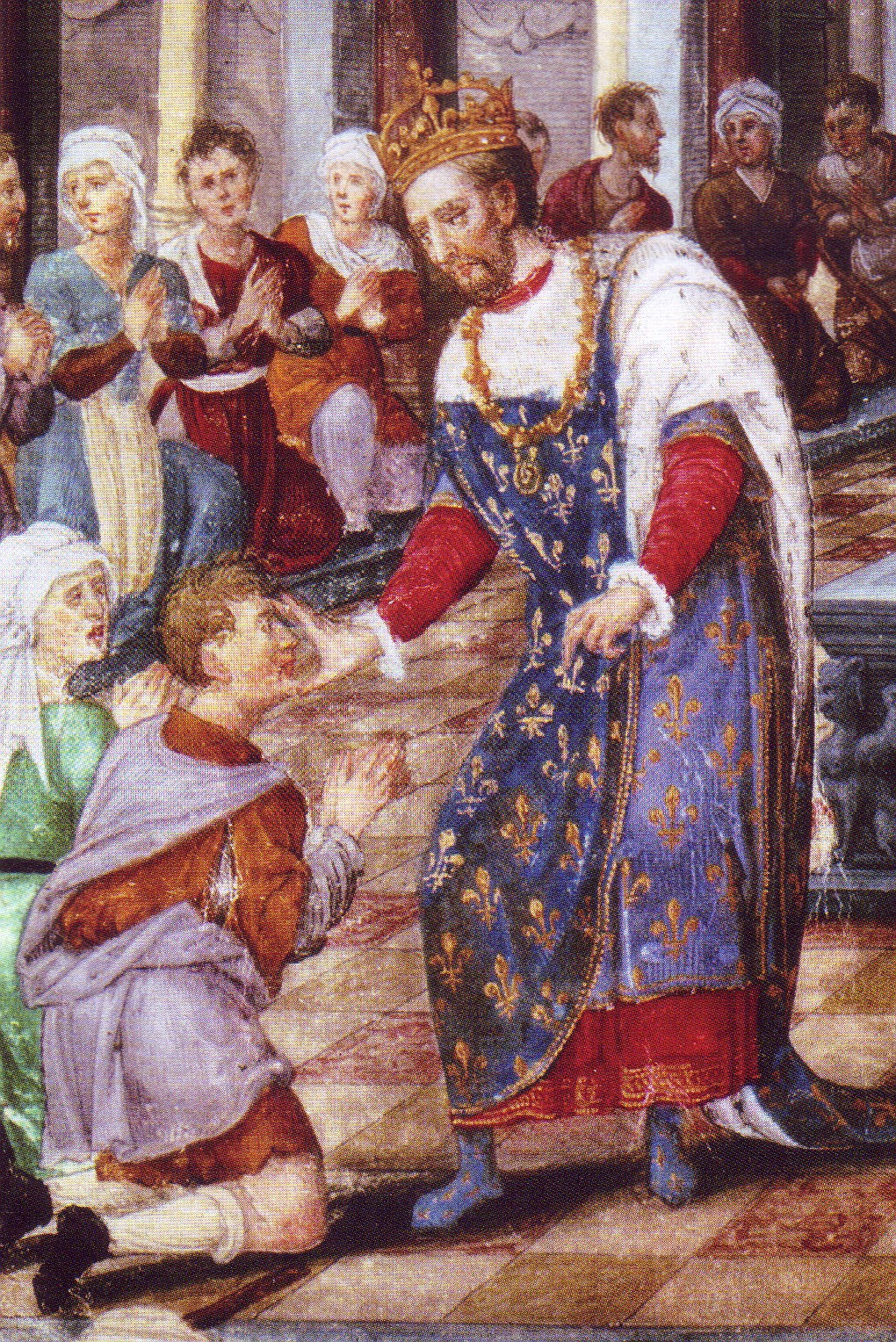
Il re Enrico II di Francia che cura gli scrofolosi (miniatura del XVI secolo).

L'appellativo di re taumaturghi è stato dato ai re francesi e a quelli britannici, ai quali, fino almeno alla prima metà del XVIII secolo, erano popolarmente attribuiti poteri di guarigione dovuti alla natura divina della regalità.

## L'origine
Pare che nessuna delle prime dinastie franche (merovingi e carolingi) abbia posseduto o praticato qualche particolare potere guaritore.
Le prime fonti certe inerenti alla capacità guaritrice di un re riguardano il capetingio, figlio di Ugo Capeto e suo successore, Roberto II il Pio (972-1031). Questi risulta attestato per primo come guaritore delle scrofole, titolo ereditato dai suoi successori fino a Carlo X (1757-1836).
Il bisnipote di Roberto era il normanno Roberto, detto Cosciacorta. È grazie a questo legame parentale che i re inglesi si sono per lungo tempo attribuiti la stessa taumaturgia, rivendicando la discendenza diretta dai sovrani del continente, e quindi il loro diritto sulle terre di Francia.

Il primo regnante inglese ad attribuirsi questa facoltà fu Enrico I Beauclerc, e l'ultimo fu Anna Stuart (6 febbraio 1665 - 1º agosto 1714).
Se per i re germanici, le facoltà sovrannaturali di sovrano erano trasmesse per via ereditaria e tutto il casato le possedeva, il tocco taumaturgico dei santissimi sovrani francesi e inglesi viene dato direttamente da Dio attraverso il Papa, col sacramento dell'unzione col sacro crisma.

## Le scrofole
Con il termine di scrofola, in francese dotto scrofule (dal latino), o con il popolare écrouelle, si indicano oggi le lesioni cutanee prodotte dall'adenite tubercolare.
In Francia erano chiamate il mal du roi, in Inghilterra King's Evil.
La differenza con altre affezioni della pelle, in epoca medievale, era palese per qualsiasi medico dotto, mentre così non era per i poco pratici. Veniva quindi definita "scrofula" qualsiasi suppurazione cutanea, in un'epoca, invero, in cui l'igiene non era prassi. L'orrore che queste ispiravano era espresso, ingenuamente, in più di un vecchio racconto: il viso si corrompeva, le piaghe spandevano un odore fetido.
Tali mali erano facilmente guaribili, anche spontaneamente. La Scuola medica salernitana, massima istituzione medica del Regno di Sicilia, ad esempio, li curava con empiastri di fico. Altrove innumerevoli malati, aspiranti ardentemente alla guarigione, pronti a ricorrere ai rimedi indicati dalla voce popolare, erano lo sfondo del quadro storico del miracolo regio: ce n'era abbastanza per indurre gli animi a riconoscere nel principe uno specialista delle scrofole.

## L'unzione del re

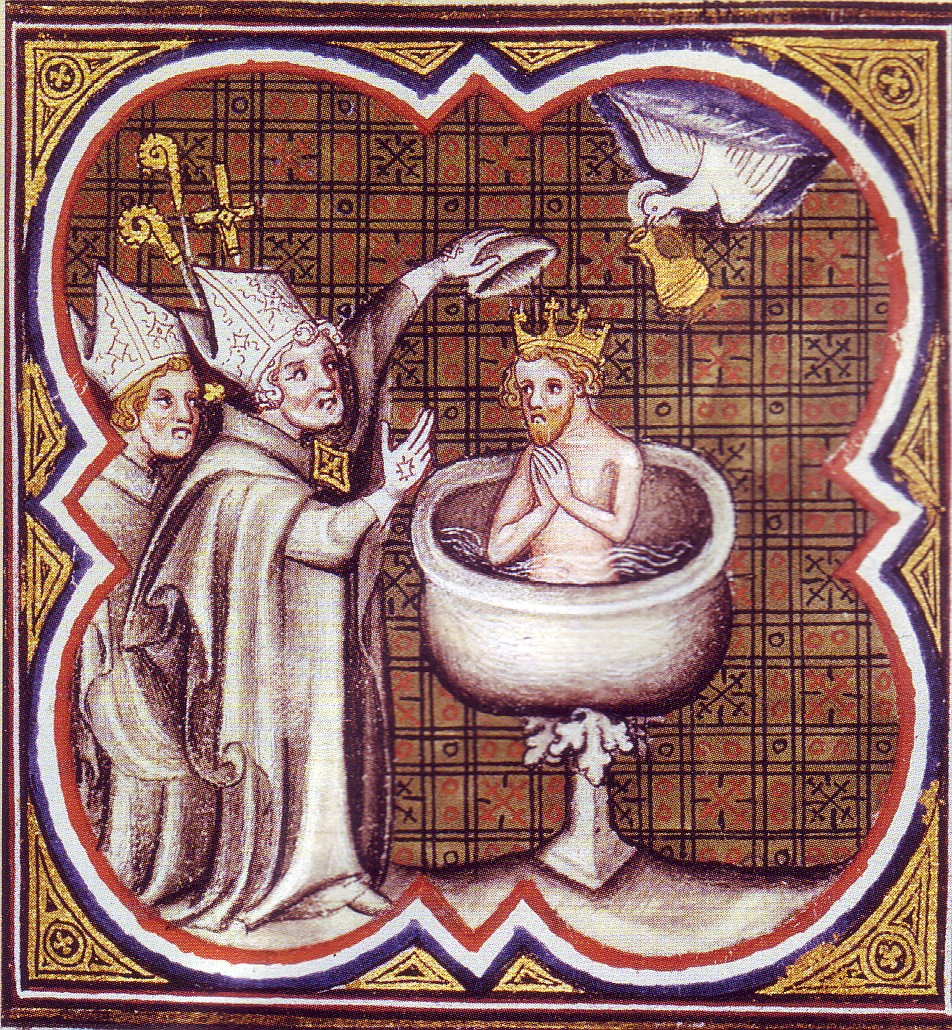
Clodoveo I riceve dallo Spirito santo (colomba) il santo olio.

Sebbene i Merovingi, secondo la tradizione germanicae recenti best seller, fossero santi, sacri e terapeuti, nulla di scritto ci è giunto di loro su questa particolare pratica, cioè la capacità di medicare uno e un solo male: le scrofole. Solo di Gontrano, nell'Historia Francorum, si racconta la capacità di guarire i malati, ma di nessun altro merovingio abbiamo tali notizie.
Inoltre i Merovingi avevano sì i "poteri", erano del sangue santo, ma mai ricevettero, come invece i loro successori, la benedizione divina attraverso l'unzione. Fu il carolingio Pipino il Breve a farsi per primo ungere il capo per diventare re dei Franchi.

Sebbene i Merovingi si fossero convertiti al Cristianesimo (infatti Clodoveo fu uno dei primi capi germanici a convertirsi e far convertire il proprio popolo), non avevano bisogno di alcun rito cristiano per farsi accettare dal popolo dei Franchi. Pipino il Breve, invece, ne aveva tutto l'interesse, per garantirsi l'appoggio di qualcuno più potente di lui, così da salire al trono e chiudere in convento gli ultimi Merovingi. Il suo predecessore, il forte e potente Carlo Martello, non ebbe lo stesso coraggio di usurpare il titolo di Re.
Pipino quindi fu l'iniziatore di una pratica che in Europa ebbe grandissimo successo: l'unzione del re in carica. Gli imperatori bizantini deridevano questo inutile rito, poiché, in tutta la storia romana, l'imperatore non ne aveva mai avuto bisogno.
Il significato di questo sacramentale è comunque enorme: esso infatti rompe drammaticamente con la tradizione germanica, in cui il re è re solo in quanto appartenente a stirpe di ascendenze divine. Con questo rito il re è eletto da Dio, è l'unto del Signore.
Abbiamo quindi tre gradi di santità:
- il re è santo perché appartiene a una famiglia di origine divina;
- la persona del re può essere santa, come tutti gli uomini sono chiamati a essere santi;
- l'istituto di re è santo in quanto pastore scelto da Dio e unto dal Papa.

Ma fu molto più tardi che l'arcivescovo Adalberone, a favore di Ugo Capeto, arringò: «la monarchia non si acquista per diritto ereditario. Conosciamo tre tipi di elezioni: quella dell'abate, quella del vescovo, quella dell'imperatore e del re».

## Il re medico
È con la terza dinastia francese, i Capetingi, che compare il rito del tocco delle scrofole.
Ugo Capeto si trovava in una situazione difficile, come successe a Carlo Martello durante la dinastia merovingia: Ugo, sebbene ormai potente, doveva fare i conti con la derelitta, ma ancora beneamata (e con un passato storico invidiabile) casata dei Carolingi.

L'audace viraggio fu fatto da suo figlio Roberto il Pio, che, come testimonia il nome, già aveva carattere di sant'uomo. Nella biografia scritta dal monaco Elgaldo, Roberto compare adorno di tutte le virtù che piacciono ai monaci, e in particolare ne è sottolineata la sua bontà verso i lebbrosi.
Ma è con suo nipote Filippo I che questa capacità santa, trasmessa direttamente da Dio con il sacramento dell'unzione regale, si specializza nel trattare le scrofole. Come spiegato, le scrofole erano lesioni guaribili, e senza dubbio la guarigione dopo il tocco benedetto del sovrano saltava più agli occhi che non tutti gli altri malati che il re poteva aver toccato senza successo.

## Il rito inglese
Edoardo il Confessore, re d'Inghilterra, penultimo di stirpe anglosassone, era stimato come santo. Dopo il suo successore Aroldo II, l'isola britannica fu invasa dai normanni di Guglielmo il Conquistatore.
Il nipote di questi, Enrico I, si trovava anch'egli nella situazione poco felice di grande condottiero di stirpe ignota e biasimata. È probabile che egli toccasse le scrofole. È certo che lo faceva suo nipote Enrico II. E fece discendere questa sua capacità da Edoardo stesso: secondo la sua biografia (Vita di Osberto di Clare), Edoardo, durante l'occupazione danese, nel suo esilio in Normandia, avrebbe esercitato il tocco regale tra i francesi.

A vantaggio di stranieri dunque, mentre al suo ritorno in patria lo stesso potere gli sarebbe mancato.
Sovrano ben poco legittimo, Enrico I fu un politico estremamente accorto. Si adoperò per lusingare i suoi sudditi indigeni: sfidando gli scherni normanni sposò una dama appartenente alla vecchia stirpe reale dell'isola e fece diffondere la profezia che il figlio nato da quest'unione avrebbe rinverdito il vecchio tronco dinastico, profezia pronunciata sul letto di morte proprio da Edoardo, il santo sassone.
Nonostante il tocco delle scrofole fosse solo dell'unto re francese, e non prerogativa di altri unti re, quando Enrico I fece le sue mosse non si gridò al plagio: ai suoi tempi la riforma gregoriana era al suo apice nel continente, ma i prelati britannici la vedevano di mal occhio, dato l'innato senso di autonomia britannico. È infatti di questi anni la redazione di una falsa bolla pontificia che, a dispetto dei nuovi principii, riconosceva ai re inglesi "l'amministrazione e la protezione di tutte le chiese dell'Inghilterra"!
Detto questo, non bisogna dimenticare di come Enrico I fosse seguito da molti chierici, e infatti il tocco regale inglese fu accompagnato da molti atteggiamenti quasi sacerdotali, a differenza del tocco francese.

## Il tocco delle scrofole
L'etichetta del tocco regale si delineò nettamente solo in tempi moderni, mentre le corti medievali non ci hanno lasciato nessuna indicazione scritta, a ragione dei loro cerimoniali poco rigorosi.
Come i pii guaritori, i re si limitavano a toccare il malato, pronunciare una preghiera, benedire col segno della croce, lavarsi le mani. Per quanto riguarda la preghiera, non ci è dato di sapere quale essa fosse. È dopo il XV secolo, e solo in Francia, che ricorre la frase Il re ti tocca, Dio ti guarisce. Questa verrà mutata nel 1722 con  Il re ti tocca, Dio ti guarisca, ponendo una distanza fra la volontà del re e la guarigione della malattia, anche per via del decrescente uso della pratica e dello scetticismo dell'allora re Luigi XV.
L'acqua assunse un valore terapeutico nel solo rito francese. Dopo aver toccato tante croste disgustose, i re si lavavano le mani, gesto elementare di pulizia. Ma la devozione del popolino andava oltre: poco più tardi un monaco racconta di come tale acqua venisse fatta bere per nove giorni ai malati, a digiuno e con devozione. Non fu, comunque, un rito duraturo.
In Inghilterra, invece, il re donava un denaro a ogni malato. Poca cosa, ma da rapportare alla massa di malati. Anche qui, il fluido benefico passava dalle mani regali al soldo donato.
Per quanto riguarda la tempistica, Luigi il santo segnava i malati ogni giorno dopo la messa. I ritardatari venivano accolti e toccati il giorno dopo. Tale irregolarità sussistette con Filippo il Bello e, circa nella stessa epoca, in Inghilterra sotto i tre Edoardo (Edoardo I, Edoardo II, Edoardo III).

Neanche nel 1500 Enrico VII d'Inghilterra aveva un giorno prestabilito. Mentre il prudente Luigi di Francia accoglieva i malati una volta alla settimana.
Sempre in Francia, nel XV secolo, alcuni medici selezionavano i malati e selezionavano rigidamente solo quelli affetti da scrofola, poiché aprire le porte regali anche agli altri sarebbe stata un'inutile perdita di tempo.